# Норд-Паудер
Норд-Паудер (англ. North Powder) — город на северо-западе США, в штате Орегон. По данным переписи 2010 года, численность населения составляла 439 человек.

## История
Город был основан в 1885 году вдоль железнодорожной линии «Oregon Railroad and Navigation Company».
Мормонский бизнесмен Дэвид Экклз, создал лесопромышленную компанию «Hall Brothers» в городе, как только появилась железная дорога.
Город процветал благодаря леднику, который снабжал вагоны-рефрижераторы «Pacific Fruit Express».

## География
По данным Бюро переписи населения США, общая площадь города — 1,66 км².

### Климат
Согласно климатической классификации Кеппена, город имеет теплый летний средиземноморский климат.

## Демография

### Перепись 2010
По данным переписи 2010 года, в городе проживало 439 человек. Из них 184 домашних хозяйств и 111 семей. На территории города насчитывалось 214 жилых строений.
Расовый состав населения:
- белые — 92,5 %,
- афроамериканцы — 0,5 % ,
- коренные американцы — 1,6 %,
- азиаты — 0,5 %,
- представители других рас — 2,3 % ,
- представители двух и более рас — 2,7 %.

Испаноговорящие составили 8,9 % от всех жителей города.
Из 184 домашних хозяйств — 27,25 % имели детей в возрасте до 18 лет, проживающих с ними, 50,5 % составляли совместно проживающие супружеские пары, 7,6 % — женщины-домохозяйки не имеющие мужа, 2,2 % — одинокие мужчины. 31,5 % всех домашних хозяйств состоял из одного человека и 10,9 % состоял из престарелых людей (65 лет и старше).
Средний возраст жителей города составил 43,1 года. 26,4 % жителей были моложе 18 лет, 3,7 % — в возрасте от 18 до 24 лет, 21,2 % — от 25 до 44 лет, 31,4 % — от 45 до 64 лет и 17,3 % — в возрасте 65 лет и старше. Гендерный состав населения города составил 48,1 % мужчин и 51,9 % женщин.

### Перепись 2000
По данным переписи населения 2000 года, в городе проживало 489 человек, 184 домашних хозяйства и 130 семей. На территории города насчитывалось 209 жилых строений.
Расовый состав населения:
- белые — 96,32 %,
- афроамериканцы — 0,61 %,
- коренные американцы — 0,61 %,
- азиаты — 0,41 %,
- гавайцы — 0,20 %
- 1,84 % представителей двух и более рас.

Испаноговорящие составили 3,07 % от всех жителей города.
Из 184 домашних хозяйств — 32,1 % имели детей в возрасте до 18 лет, проживающих вместе с ними, 56,5 % составляли совместно проживающие супружеские пары, 9,2%-женщины-домохозяйки, не имеющие мужа. 25,0 % всех домашних хозяйств состояли из одного человека и 10,9 % состоял из престарелых людей (65 лет и старше).
Возрастной состав города: 30,3 % в возрасте до 18 лет, 5,1 % с 18 до 24 лет, 26,0 % с 25 до 44 лет, 22,3 % с 45 до 64 лет и 16,4 % в возрасте 65 лет и старше. Средний возраст жителей составил 39 лет. На каждые 100 женщин приходилось 97,2 мужчин. На каждые 100 женщин старше 18 лет приходится 93,8 мужчин.
Средний доход домохозяйства в городе составлял 24 167 USD, а средний доход семьи — 27 188 USD. Среднестатистический заработок мужчин составлял 27 500 USD против 19 063 USD у женщин. Доход на душу населения составил 11,231 USD. Около 22,1 % семей и 25,9 % населения находились ниже черты бедности, в том числе 39,6 % — в возрасте до 18 лет и 12,1 % — в возрасте 65 лет и старше.

## Известные люди
- Маргарет Рейберн — педагог, член Палаты представителей штата Вашингтон[4].